# BR-282

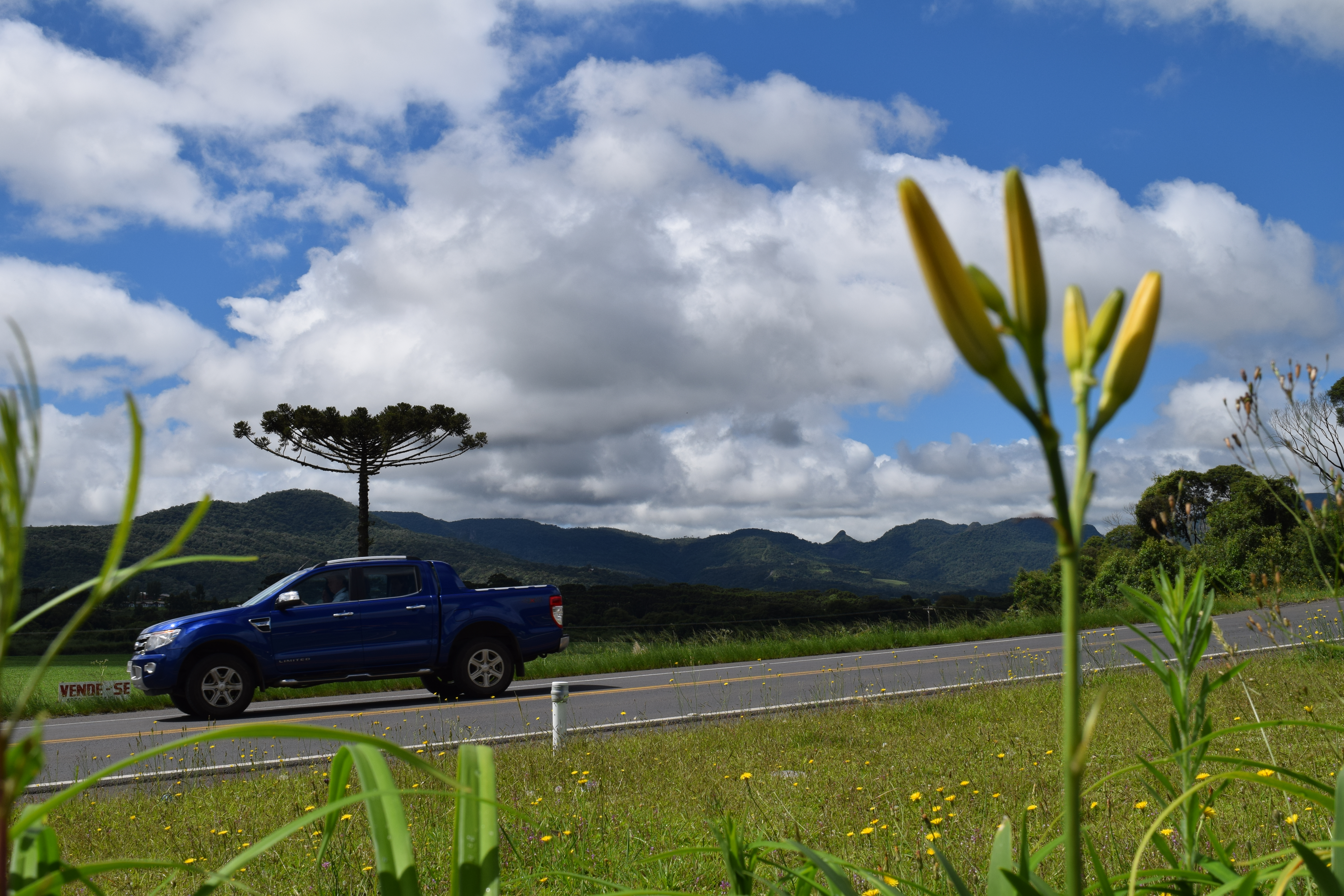
La BR-282 a su paso por el municipio de Bom Retiro.

La BR-282  es una carretera federal brasileña que se inicia en la ciudad Florianópolis, capital del estado de Santa Catarina, y finaliza en el municipio de Paraíso. Tiene una extensión aproximada de 684 kilómetros, pasando por ciudades como São José, Palhoça, Santo Amaro da Imperatriz, Alfredo Wagner, Lages, Campos Novos, Joaçaba, Xanxerê, Xaxim, Chapecó, Pinhalzinho, Maravilha y São Miguel do Oeste. Culmina en el Puente Internacional Comandante Rosales, frontera con Argentina.
Es autopista en sus primeros 6,5 kilómetros entre Florianópolis y São José donde recibe el nombre de "Via Expressa". También es autovía en el perímetro urbano Xanxerê y en el acceso a Chapecó. En Lages, fueron construidos 6 kilómetros de autovía, junto a vías colectoras y viaductos. Se interpone con la carretera BR-101 en el trecho que va desde São José a Palhoça donde vuelva a separarse en sentido oeste atravesando la región de la Gran Florianópolis en la Sierra Geral. Muchas veces es llamada "Corredor del Mercosur" ya que conecta y atraviesa en su totalidad al estado de Santa Catarina hasta hacer frontera con la República Argentina. La carretera cuenta con una balanza fija en la ciudad de Maravilha y varios puestos de la Policía Rodoviaria Federal, al igual que varios hoteles y restaurantes a lo largo de su traza.

## Importancia económica
La carretera es una de las principales del estado de Santa Catarina, conectando el interior con los puertos costeros. Los alrededores de Chapecó y Concórdia, con población de ascendencia germánica, concentran la mayor producción de cerdo del país y albergan empresas como Sadia, Perdigão y Seara, que se convirtieron en las multinacionales BRF y JBS. Si bien la carretera llega a la frontera con Argentina, aún no existe un gran movimiento de mercancías entre países de la región.

## Recorrido
Conecta, entre otras, a las siguientes ciudades:

### Santa Catarina
- Florianópolis
- São José
- Palhoça
- Santo Amaro da Imperatriz
- Alfredo Wagner
- Lages
- Campos Novos
- Joaçaba
- Xanxerê
- Xaxim
- Chapecó
- Pinhalzinho
- Maravilha
- São Miguel do Oeste
- Paraíso.

## Galería

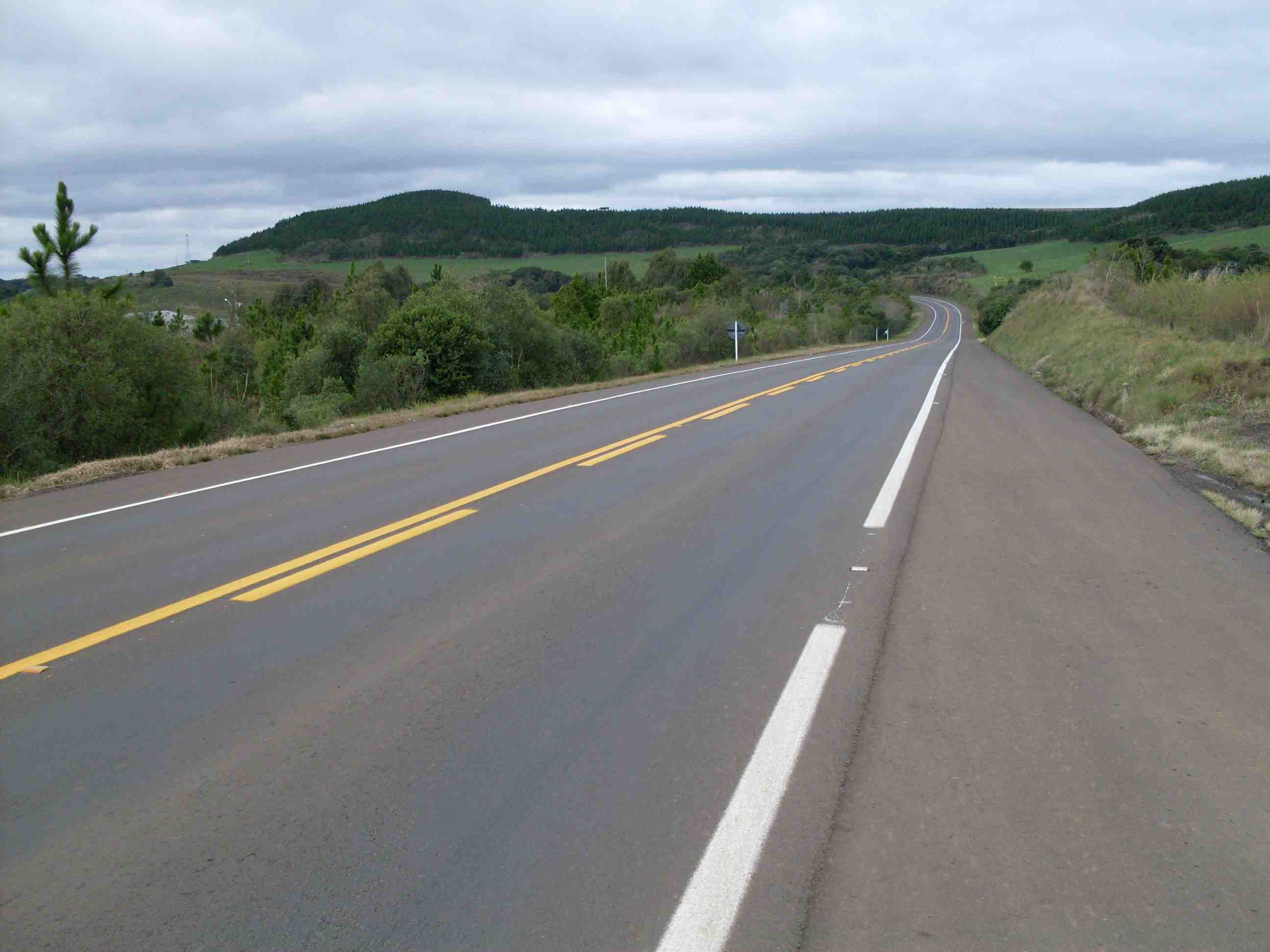
BR-282
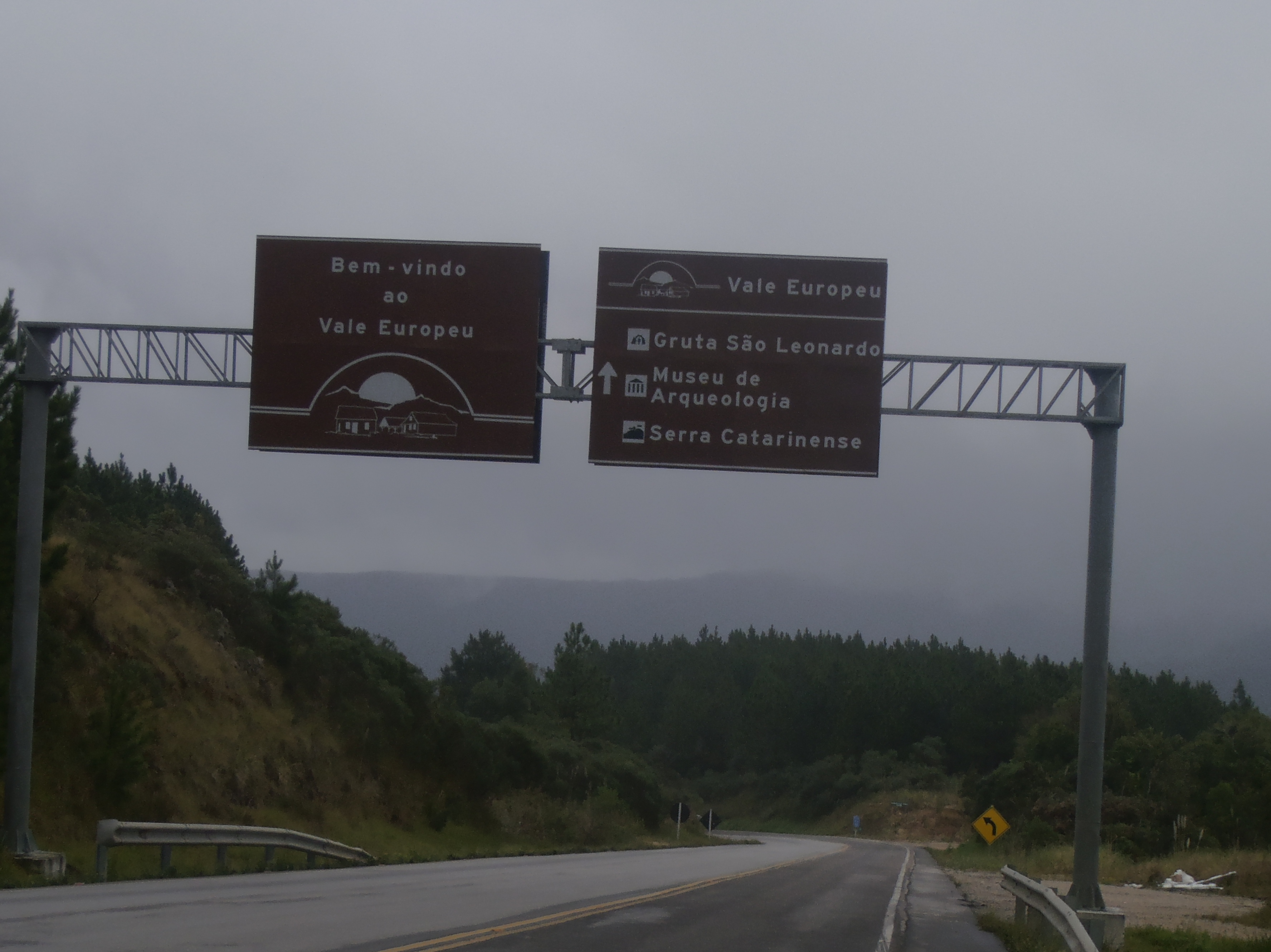
BR-282 cerca de Alfredo Wagner
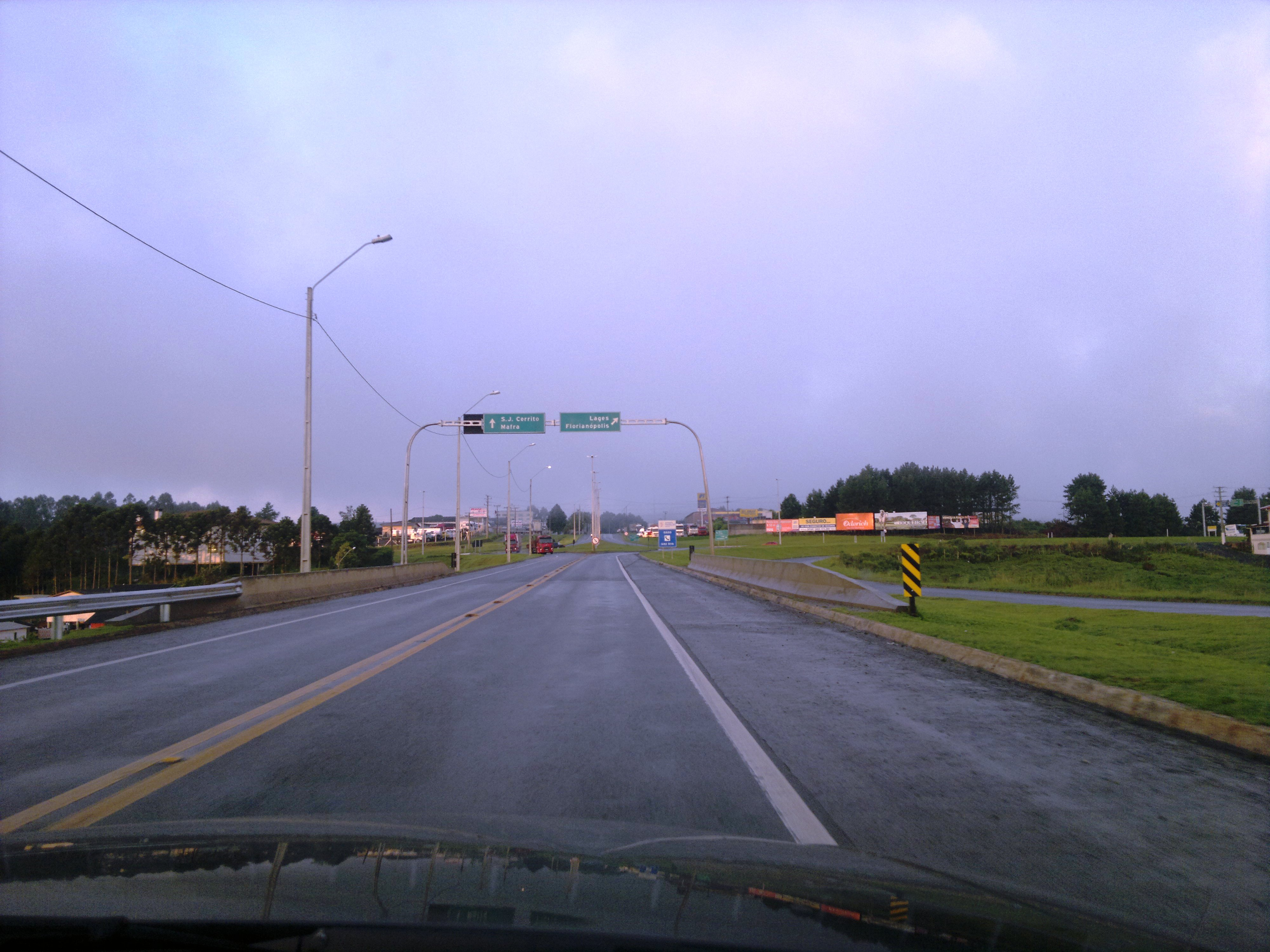
BR-282 cerca de Lages
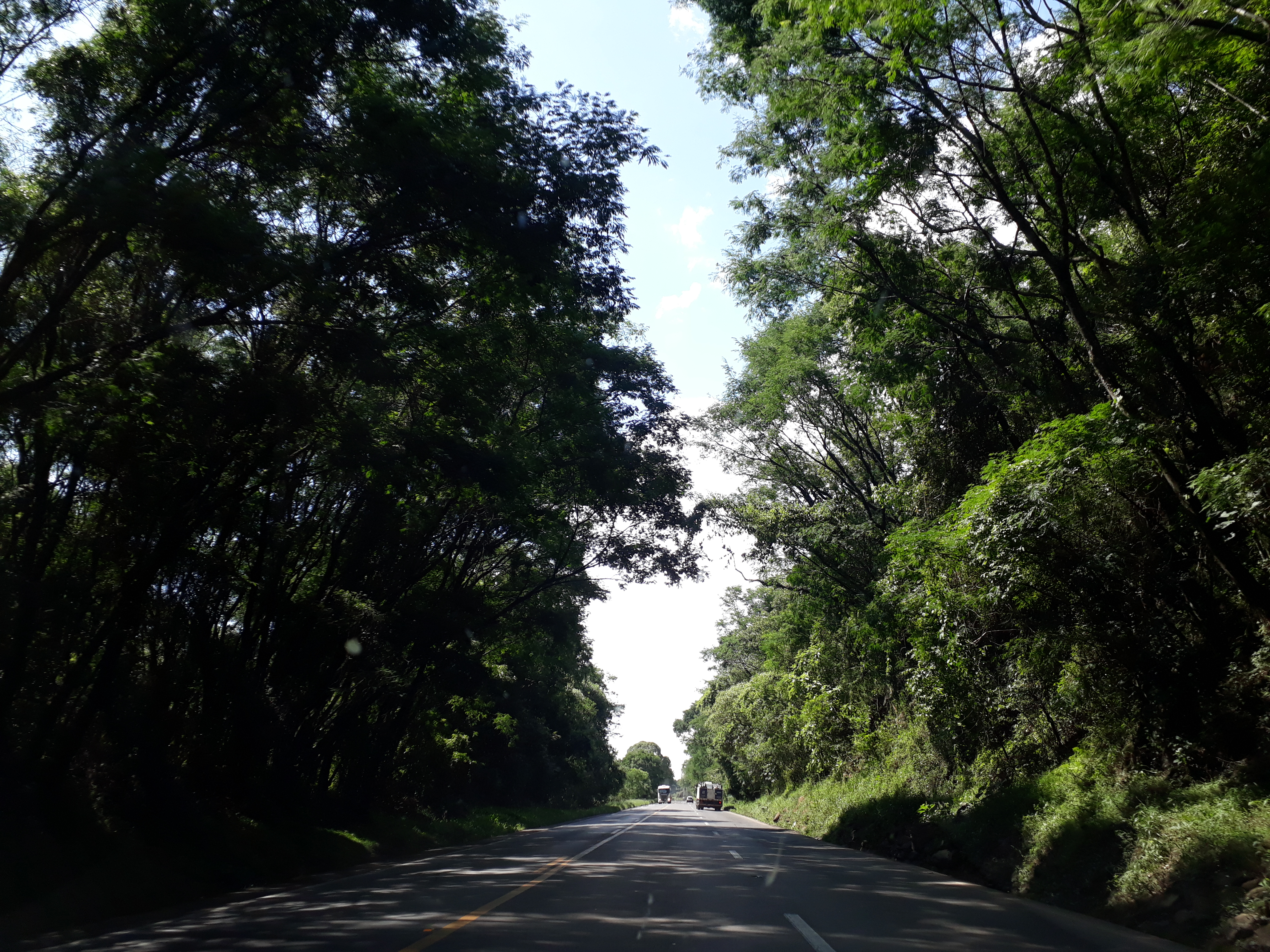
BR-282 cerca de Joaçaba
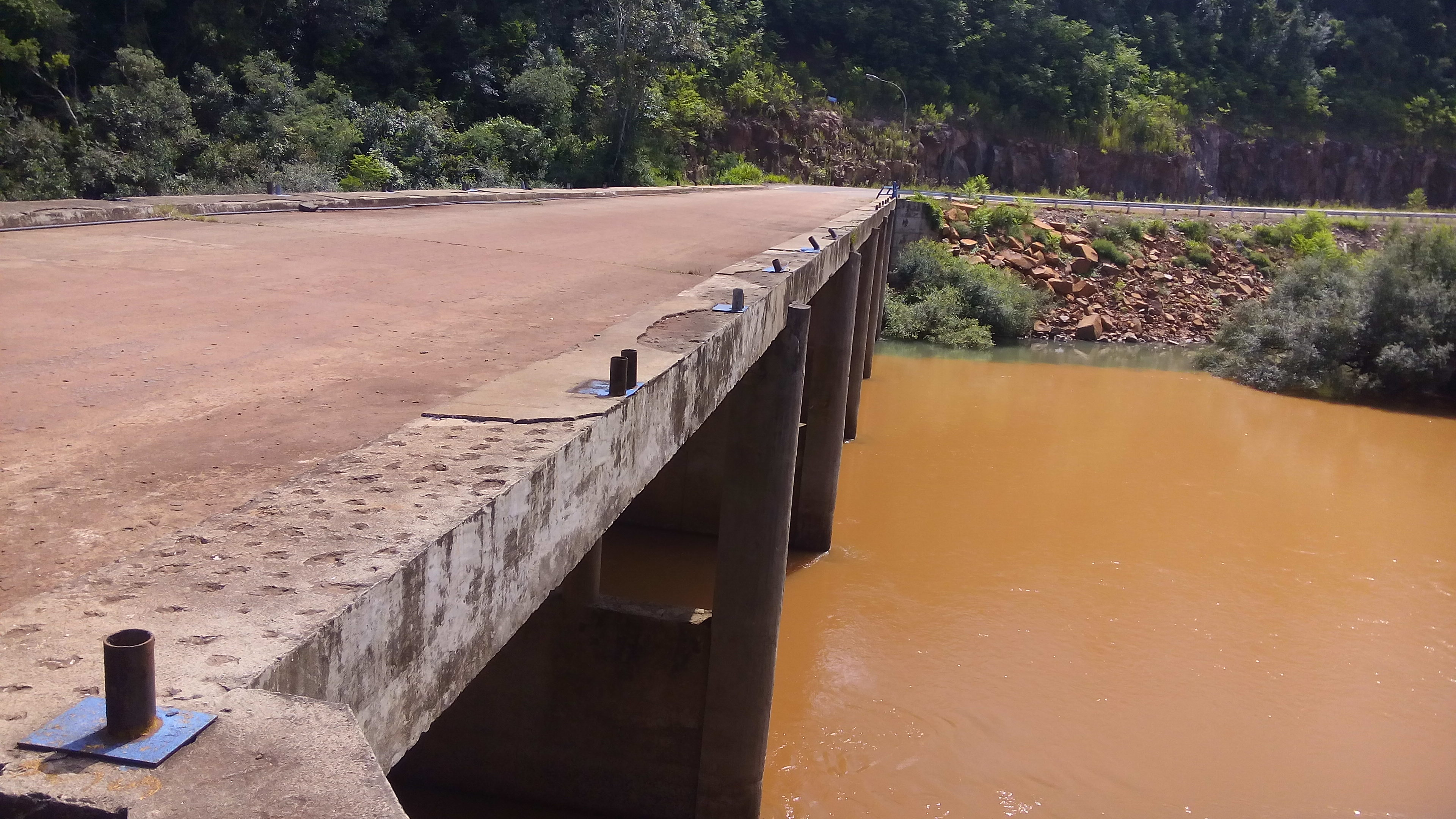
El Puente Internacional Comandante Rosales marca el fin de la BR-282 en la frontera con Argentina.